# Ле Грације (Пистоја)
Ле Грације је насеље у Италији у округу Пистоја, региону Тоскана.
Према процени из 2011. у насељу је живело 364 становника. Насеље се налази на надморској висини од 481 м.